# Brug 1863
Brug 1863 is een bouwkundig kunstwerk in Amsterdam Nieuw-West.
De bruggen die gemeente Amsterdam administreert in de 1800-serie werden op een enkele na gebouwd in het eind van de 20e eeuw, toen Amsterdam polders aan de zuidwestkant richting Sloten ging volbouwen. Een van de uitzonderingen daarin is brug 1863. Deze duikerbrug dateert uit de periode 1933-1938 toen Rijkswaterstaat bezig was met de ontwikkeling van de eerste versie van Rijksweg 4 tussen Amsterdam en Sassenheim. Voor die aanleg was een aantal kunstwerken nodig zoals ook de Oude Haagsebrug (Brug 1864) over de Ringvaart Haarlemmermeerpolder. In het gebied van de Riekerpolder waar deze weg buiten de Haarlemmermeerpolder doorheen liep, liepen tot dan toe allerlei slootjes waarover krakkemikkige bruggetjes lagen; het was land- en tuinbouwgebied. Veel van de slootjes werden gedempt, maar een afwateringstocht van noord naar zuid bleef (enigszins verlegd) behouden en daarover moest een brug komen; een duikerbrug was voldoende want commerciële scheepvaart is er niet. Die brug was vanaf de bouw in beheer bij Rijkswaterstaat. Echter toen Amsterdam de nieuwe wijken ging bouwen, was de Rijksweg 4 (ook wel Haagseweg) bij de vernieuwing vanaf 1966 naar het noorden opgeschoven. Amsterdam benoemde de restanten van het oude traject in Oude Haagseweg (1975). Die weg werd steeds stiller tot zij degradeerde tot een soort Amsterdamse binnenweg. Het beheer van weg en brug ging over naar de gemeente Amsterdam en zo kreeg ze als oude brug een relatief hoog brugnummer.
Dat ze ooit heeft gediend als onderdeel van een tweebaansweg is terug te vinden in de brede opzet. Bij de herinrichting van de Oude Haagseweg werd besloten de tweebaansweg te vervangen door een eenbaansweg met een middenbermpje met aan beide zijden voet- en fietspaden; er bleef nog een strook over, die "groen" gehouden kon worden.

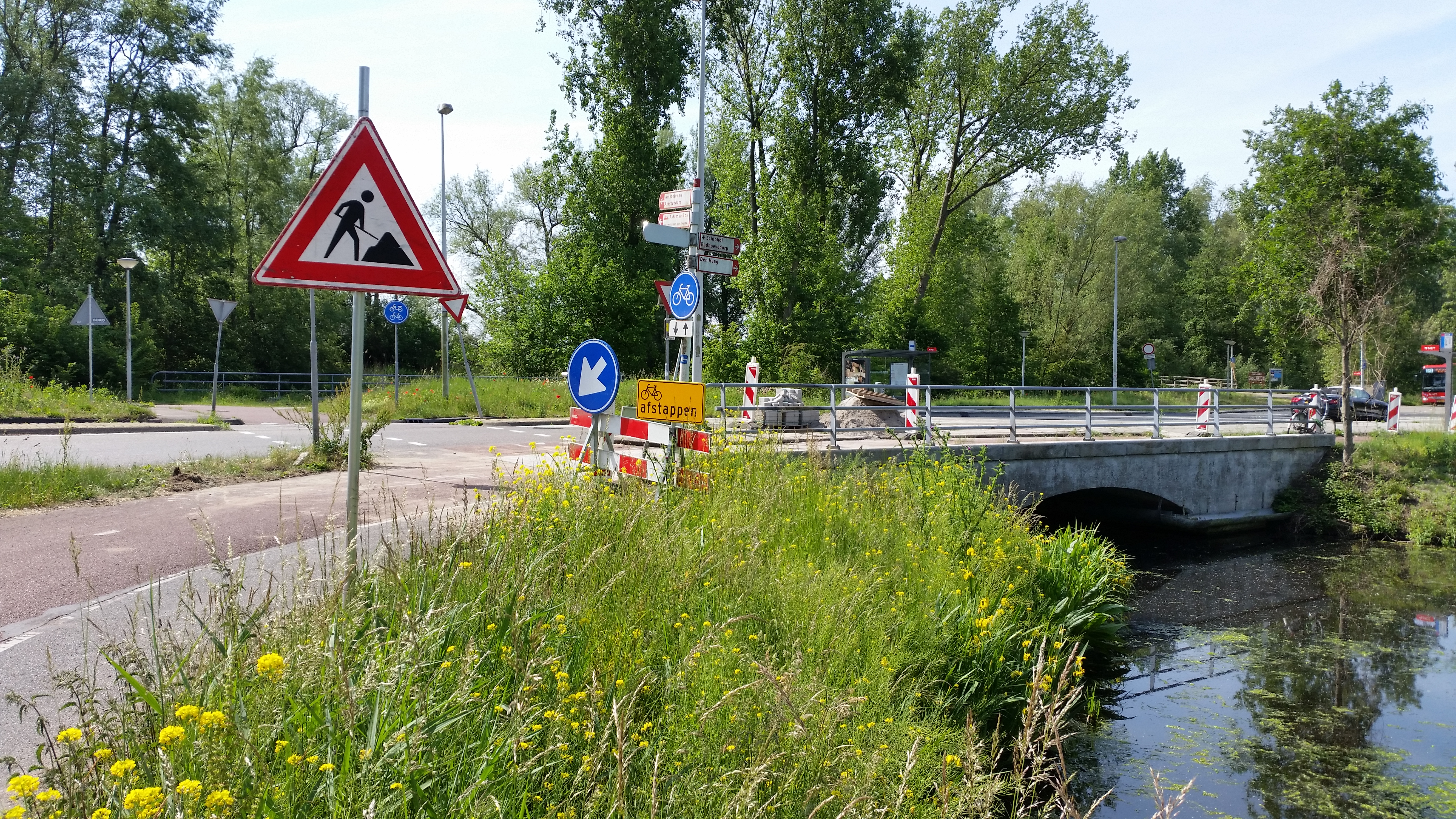
Zijaanzicht van brug 1863 (mei 2020)

<<< · 1800 · 1801 · 1802 · 1803 · 1804 · 1805 · 1806 · 1807 · 1808 · 1809 ·  1810 · 1811 · 1812 · 1813 · 1814 · 1815 · 1816 · 1818 · 1819 · 1820 · 1821 · 1822 · 1823 · 1824 · 1826 · 1827 · 1828 · 1829 · 1830 · 1831 · 1832 · 1833 · 1834 · 1835 · 1836 · 1837 · 1838 · 1839 · 1840 · 1841 · 1842 · 1843 · 1844 · 1845 · 1846 · 1847 · 1848 · 1849 · 1850 · 1851 · 1852 · 1853 · 1854 · 1855 · 1856 · 1857 · 1858 · 1859 · 1860 · 1861 · 1862 · 1863 · 1864 · 1865 · 1866 · 1867 · 1868 · 1869 ·  1870 · 1871 · 1872 · 1873 · 1874 · 1875 · 1876 · 1877 · 1879 ·  1880 · 1881 · 1882 · 1883 · 1884 · 1885 · 1886 · 1888 · 1889 · 1890 · 1891 · 1892 · 1893 · 1894 · 1895 · 1896 · 1897 · 1898 · 1899 · >>>
Brugnummers 1817, Brug 1819, 1820, 1825, 1878, 1887  zijn niet (meer) vergeven.